# Clémentine Tango
Pour plus de détails, voir Fiche technique et Distribution.
Clémentine Tango est un film français réalisé par Caroline Roboh, sorti en 1983.

## Synopsis
Charles, le jeune descendant snob d'une famille aristocratique qui a connu des jours meilleurs, tombe par hasard dans le monde bizarre mais étrangement attrayant du cabaret en tentant de retrouver une ancienne maîtresse de son père. Il tombe amoureux de Clémentine, une adolescente membre de la "famille" du cabaret qui a créé son propre monde fantastique obsédé par le tango au milieu de la décadence environnante. Charles, apprenant que Clémentine pourrait être sa demi-sœur, et craignant ainsi une relation incestueuse, succombe aux séductions ambiguës de deux complices machiavéliques, un magicien et une danseuse. 

## Fiche technique
- Titre : Clémentine Tango
- Réalisation : Caroline Roboh
- Directeur de la photographie : Mário Barroso
- Ingénieur du son : Gérard Lamps
- Producteur : Vladimir Forgency
- Production : France Média
- Pays d'origine :  France
- Genre : comédie dramatique, musical
- Durée : 98 minutes
- Date de sortie : 23 février 1983

## Distribution
- Claire Pascal : Clémentine
- François Helvey : Charles
- Arturo Brachetti : Arturo
- Josephine Larsen 	: Josephine
- Caroline Roboh  : Blanche
- Margareth Russel : Janet
- Michel Renault
- Fabio Ceresa
- Ronald Fuhrer
- Steve Davis
- Jeffrey Carter
- Philippe Pelters
- Anne-Marie Brissonière
- Patricia Alzetta
- Corail Zayas
- Antoine Sammartano